# Komitat Bács-Kiskun
Komitat Bács-Kiskun (węg. Bács-Kiskun vármegye) – największy powierzchniowo (dwunasta część powierzchni państwa) komitat współczesnych Węgier. Należy do regionu unijnego "Południowa Nizina Węgierska" (Dél-Alföld). Od północy graniczy z komitatem Pest, od zachodu ogranicza go Dunaj, od południa granica państwa, od wschodu natomiast Cisa oraz komitat Csongrád.

## Podział administracyjny

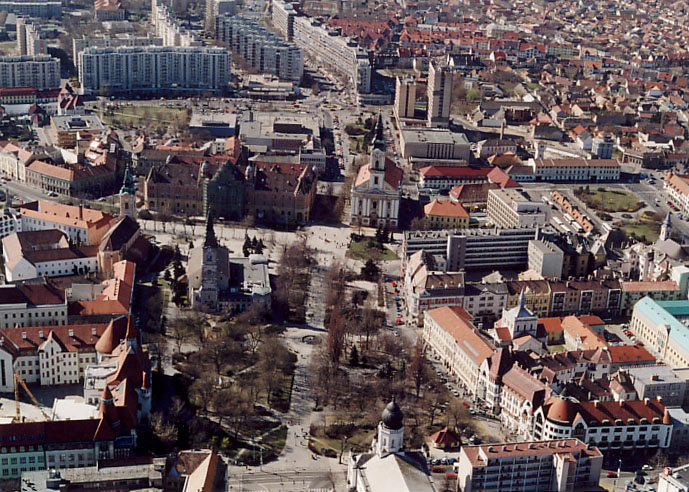
Stolica komitatu – Kecskemét – zdjęcie lotnicze

Komitat dzieli się na 11 powiatów:
- Bácsalmás
- Baja
- Jánoshalma
- Kalocsa
- Kecskemét
- Kiskőrös
- Kiskunfélegyháza
- Kiskunhalas
- Kiskunmajsa
- Kunszentmiklós
- Tiszakécske

### Miasta komitatu
Miasta komitatu (wg liczby mieszkańców; stan na 2001 –  dane spisowe)

- Kecskemét: 107 749
- Baja: 37 916
- Kiskunfélegyháza: 32 632
- Kiskunhalas: 29 954
- Kalocsa: 18 789
- Kiskőrös: 15 352
- Kiskunmajsa: 12 042
- Tiszakécske: 11 771
- Lajosmizse: 11 034
- Jánoshalma: 9951
- Kecel: 9162
- Kunszentmiklós: 9103
- Soltvadkert: 7679
- Bácsalmás: 7650
- Solt: 7013
- Szabadszállás: 6827
- Izsák: 6097
- Kerekegyháza: 6051
- Tompa: 4899
- Dunavecse: 4249

### Gminy wiejskie komitatu
Gminy wiejskie komitatu (alfabetycznie)

- Ágasegyháza
- Akasztó
- Apostag
- Bácsbokod
- Bácsborsód
- Bácsszentgyörgy
- Bácsszőlős
- Ballószög
- Balotaszállás
- Bátmonostor
- Bátya
- Bócsa
- Borota
- Bugac
- Bugacpusztaháza
- Császártöltés
- Csátalja
- Csávoly
- Csengőd
- Csikéria
- Csólyospálos
- Dávod
- Drágszél
- Dunaegyháza
- Dunafalva
- Dunapataj
- Dunaszentbenedek
- Dunatetétlen
- Dusnok
- Érsekcsanád
- Érsekhalma
- Fajsz
- Felsőlajos
- Felsőszentiván
- Foktő
- Fülöpháza
- Fülöpjakab
- Fülöpszállás
- Gara
- Gátér
- Géderlak
- Hajós
- Harkakötöny
- Harta
- Helvécia
- Hercegszántó
- Homokmégy
- Imrehegy
- Jakabszállás
- Jászszentlászló
- Kaskantyú
- Katymár
- Kelebia
- Kéleshalom
- Kisszállás
- Kömpöc
- Kunadacs
- Kunbaja
- Kunbaracs
- Kunfehértó
- Kunpeszér
- Kunszállás
- Ladánybene
- Lakitelek
- Madaras
- Mátételke
- Mélykút
- Miske
- Móricgát
- Nagybaracska
- Nemesnádudvar
- Nyárlőrinc
- Ordas
- Orgovány
- Öregcsertő
- Páhi
- Pálmonostora
- Petőfiszállás
- Pirtó
- Rém
- Soltszentimre
- Sükösd
- Szakmár
- Szalkszentmárton
- Szank
- Szentkirály
- Szeremle
- Tabdi
- Tass
- Tataháza
- Tázlár
- Tiszaalpár
- Tiszaug
- Uszód
- Újsolt
- Újtelek
- Városföld
- Vaskút
- Zsana

## Osadnictwo

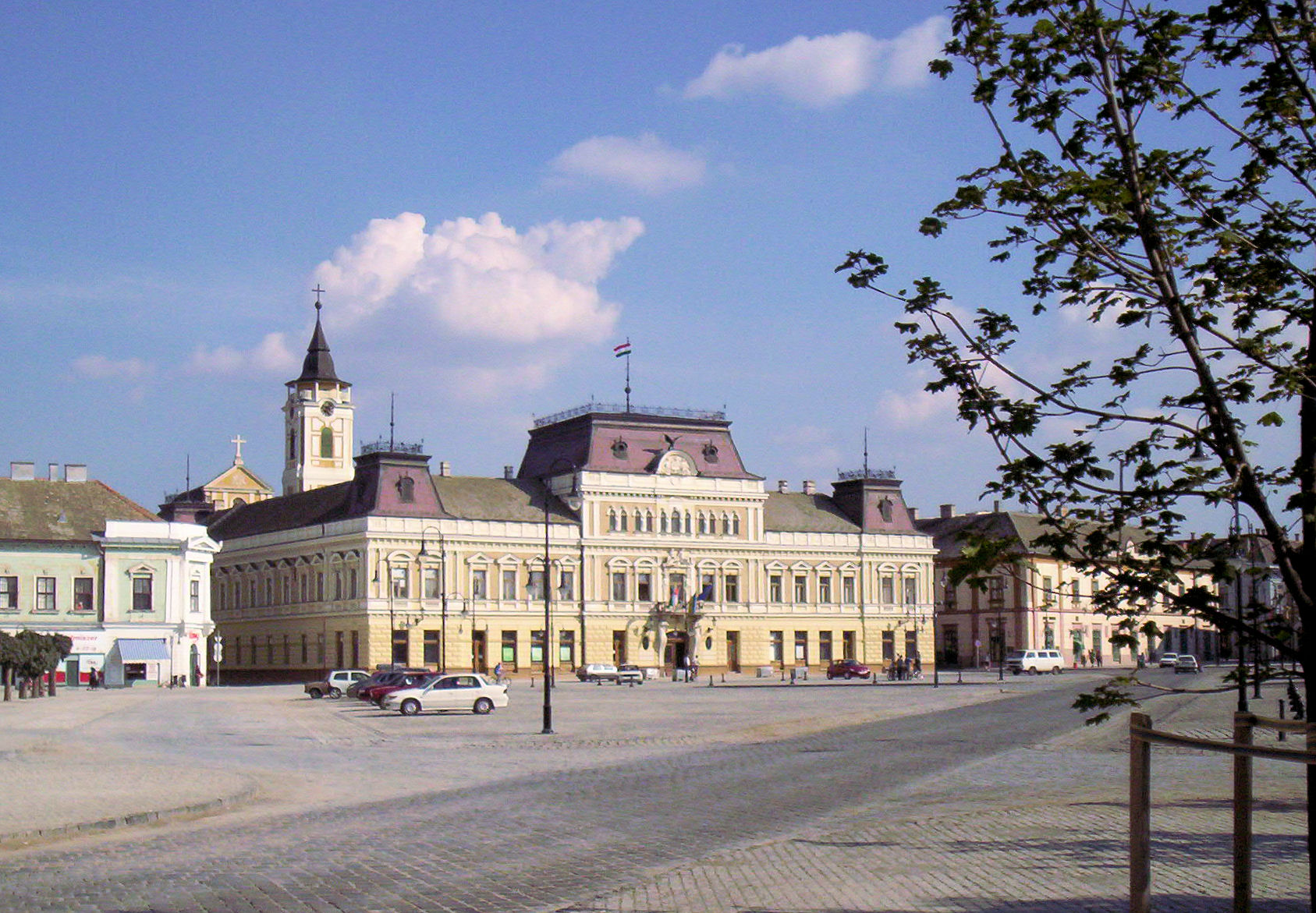
Baja

2/3 ludności komitatu zamieszkuje 20 miast. Największą liczbą mieszkańców dysponuje stolica komitatu, Kecskemét, gdzie zamieszkuje prawie 1/5 ludności komitatu. Najgęściej zaludniona jest Kalocsa (353 osób/km²), najrzadziej zaludniony jest natomiast Újsolt (6 osób/km²). Średnia gęstość zaludnienia w miastach 126, oraz w gminach 36 osób/km².

## Geografia
Komitat Bács-Kiskun w całości leży w Międzyrzeczu Dunaju i Cisy (Duna Tisza köze). Obszar komitatu to równina, na której różnica pomiędzy najwyższym a najniższym punktem wynosi jedynie 80 m. Geograficznie możemy ją podzielić na trzy mniejsze krainy (Duna-menti síkság, Duna-Tisza közének homokhátsága, Bácskai Löszhát). Obszar ubogi w minerały. Liczba godzin słonecznych wysoka w porównaniu do średniej krajowej, ilość opadów natomiast niska. Średnia temperatura roczna 10–10,5 °C.
- Największe rzeki: Dunaj, Cisa
- Największe jeziora: Szelidi-tó, Vadkerti tó
- Najwyższy punkt: wzgórze Ólom-hegy koło miasta Baja (174 m n.p.m.)
- Najniższy punkt: Kalocsa (94 m n.p.m.)

Najważniejsza osobliwość: Park Narodowy Małej Kumanii (Kiskunsági Nemzeti Park).

## Gospodarka
Największy udział w gospodarce komitatu ma rolnictwo i gałęzie z nim związane. Cztery większe miasta (Kecskemét, Kiskunfélegyháza, Kiskunhalas i Baja) dysponują wielobranżowym przemysłem. Znaczną rolę w rozwoju gospodarki odgrywają tu, przebiegające przez obszar komitatu, autostrada oraz dwie ważne linie kolejowe. Południowa część jest bogatsza w złoża mineralne. Można tam znaleźć ropę naftową i gaz ziemny niskiej i średniej jakości. Ważny jest przemysł przetwórczy. Kecskemét zajmuje szczególne miejsce wśród miast regionu. To tu znajduje się większość firm przemysłowych. Jest to jedno z najdynamiczniej rozwijających się miast w kraju. Bács-Kiskun jest zróżnicowany pod względem stopnia rozwoju. Północna część komitatu (okolice Kecskemét i Kiskunfélegyháza) jest dużo lepiej rozwinięta od części środkowej i południowej.
W północnej części można tu znaleźć najważniejszy w kraju obszar uprawy moreli, z której wyrabiana jest węgierska specjalność: wódka owocowa ("Kecskeméti Fütyülös Barack" pálinka). W większej części komitatu uprawia się także żyto, winogrona, oraz w okolicach naddunajskich kukurydzę i jęczmień.

## Komunikacja
Przez komitat przebiega autostrada M5 oraz główna droga krajowa nr 5. Do stolicy komitatu biegnie wiele drugorzędnych lecz ważnych dróg krajowych. Poza tym przebiegają tu dwie ważne linie kolejowe: międzynarodowa Budapeszt-Subotica-Belgrad, oraz krajowa Budapeszt-Cegléd-Segedyn.

## Historia

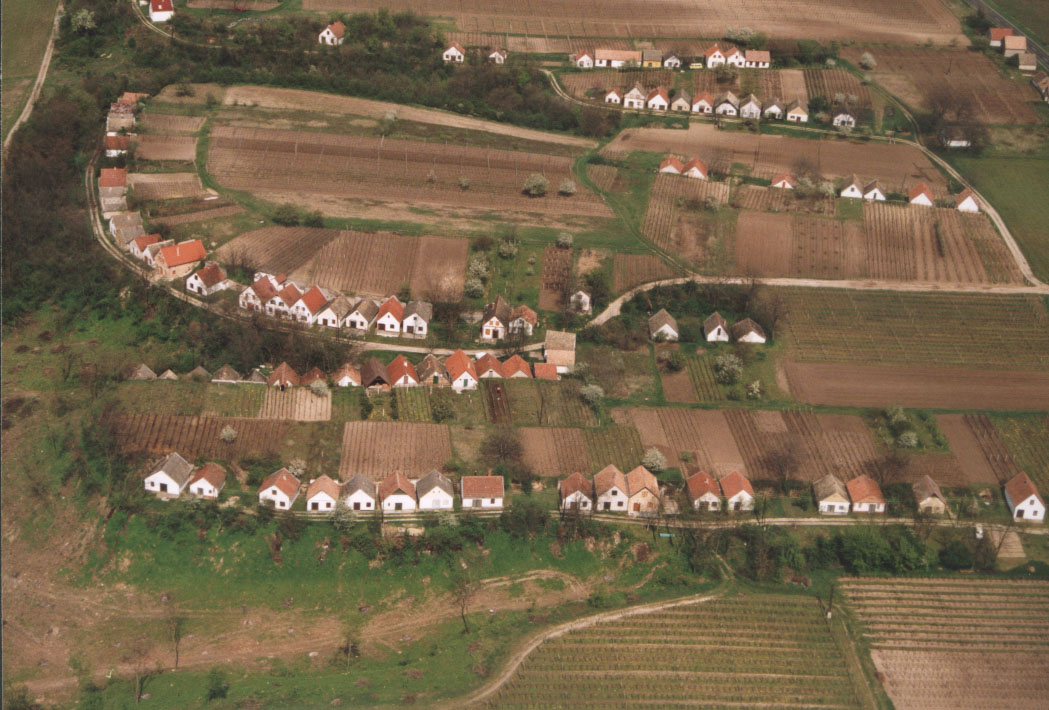
wieś Hajós

Współczesny komitat Bács-Kiskun powstał 1 stycznia 1950 w wyniku połączenia południowej części komitatu Pest-Pilis-Solt-Kiskun oraz pozostałej po traktacie trianońskim w granicach państwa części komitatu Bács-Bodrog.

## Ludność
Praktycznie jednorodna etnicznie. Komitat zamieszkany prawie wyłącznie przez Węgrów. W okolicach Hajós i Baja można znaleźć małe skupiska ludności chorwackiej i niemieckiej. Przyrost naturalny jest ujemny, jednak w stolicy komitatu stopa urodzeń jest dodatnia, co jest ewenementem na skalę krajową.